# Saccolaimus mixtus
Saccolaimus mixtus es una especie de murciélago de la familia Emballonuridae.

## Distribución geográfica
Se encuentra en Australia y Papúa Nueva Guinea.

## Estado de conservación
Se encuentra amenazada de extinción por la pérdida de su hábitat natural.